# Koblenz-Rübenach
Rübenach ist der westlichste Stadtteil von Koblenz. Der ursprünglich selbständige, lange von der Landwirtschaft geprägte Ort wurde 775 erstmals erwähnt und 1970 in die nahe gelegene Großstadt eingemeindet. Typisch für seine Bebauung sind die zahlreichen Häuser aus Eifeler Basalt. Aus ihm wurde auch die katholische Pfarrkirche St. Mauritius errichtet, das weithin sichtbare Wahrzeichen Rübenachs.

## Geschichte

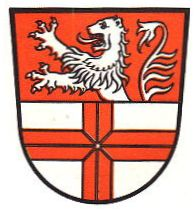
Ehemaliges Gemeindewappen von Rübenach

Siedlungen auf dem Gebiet des heutigen Rübenach lassen sich zurück bis in die Jungsteinzeit nachweisen. Für die Herkunft des Ortsnamens gibt es keine wissenschaftlich eindeutige Erklärung. Am wahrscheinlichsten ist, dass es sich um die latinisierte Fassung eines gallischen Eigennamens handelt. Demnach hätte der Ort ursprünglich „Rubiniacum“ geheißen, also „Siedlung des Rubinius“. Während des Baus der A 48 wurden 1939/40 und 1966 nordwestlich des Orts große fränkische Reihengräberfelder freigelegt. Sie zählen mehr als tausend Gräber und können auf die Zeit zwischen dem 5. und 8. Jahrhundert datiert werden.
Rübenach wurde erstmals 775 im „Breviarium sancti Lulli“ erwähnt, dem ältesten Güterverzeichnis der Abtei Hersfeld. Ihm zufolge schenkte der Mainzer Erzbischof Lullus Karl dem Großen eine Kapelle in „Ribenahcho“, die der Herrscher an das neu gegründete Kloster Hersfeld weitergab.
Eine verfälschte Urkunde des ostfränkischen Königs Arnolf von Kärnten, in der Rübenach 888 der Trierer Abtei St. Maximin übergeben wurde, zog einen jahrelangen Rechtsstreit nach sich. Letztendlich wurde die Schenkung mehrfach erneuert und bestätigt, so zum Beispiel 962 durch Kaiser Otto I. oder 1031 von Papst Leo IX. Das Vogteirecht über die Kirchengüter übten im 12. Jahrhundert die Grafen von Luxemburg aus, erst als kaiserliches, ab 1147 als erzbischöflich trierisches Lehen. Seit 1419 gehört Rübenach zum Kurfürstentum Trier und kam zum Amt Bergpflege.
Im Jahr 1200 wurde erstmals das Burghaus der Familie Eltz erwähnt, die Anfang des 14. Jahrhunderts die Vogteirechte erbte. Sie behielt diese bis zur französischen Besetzung 1794 und der darauf folgenden Auflösung des Kurstaats sowie der Säkularisation der kirchlichen Besitztümer. In der französischen Zeit gab der Ort dem Kanton Rübenach innerhalb des Arrondissement de Coblence seinen Namen und gehörte zur Mairie Bassenheim. Nach der Übernahme durch Preußen 1815 kam er zum Landkreis Koblenz innerhalb der Rheinprovinz.
Im Jahr 1841 brach ein schwerer, drei Tage anhaltenden Brand in Rübenach aus, in dem fast der ganz Ort ein Raub der Flammen wurde. Die erste, 1220 erbaute Kirche Rübenachs musste nach einem Kirchenstreit 1862 dem Neubau der Mauritiuskirche weichen. Der Turm des von Johann Claudius von Lassaulx 1846 geplanten und von 1862 bis 1866 von Vincenz Statz vollendeten Gotteshauses prägt bis heute das Ortsbild und ist das Wahrzeichen von Rübenach. Bei einem Luftangriff wurde sie 1942 schwer beschädigt.
Nachdem Rübenach bereits 1904 Anschluss an die Eisenbahnlinie Koblenz-Mayen erhalten hatte, wurde 1907 ein Bahnhofsgebäude eingeweiht. Die Züge verkehrten bis zu ihrer Stilllegung der Strecke im Jahr 1983. Am 7. November 1970 nach Koblenz eingemeindet, konnte Rübenach 1975 sein 1200-jähriges Bestehen feiern.

## Politik

### Ortsbeirat
Für den Stadtteil Rübenach wurde ein Ortsbezirk gebildet. Dem Ortsbeirat gehören sieben Beiratsmitglieder an, den Vorsitz im Ortsbeirat führt der direkt gewählte Ortsvorsteher.
Zur Zusammensetzung des Ortsbeirats siehe die Ergebnisse der Kommunalwahlen in Koblenz.

### Ortsvorsteher
Ortsvorsteher ist Thomas Roos (CDU). Bei der Direktwahl am 26. Mai 2019 setzte er sich mit einem Stimmenanteil von 53,37 % gegen den bisherigen Amtsinhaber Christian Franké (SPD) durch. Bei der Kommunalwahl am 9. Juni 2024 setzte er sich mit einem Stimmenanteil von 75,5 % gegen Sarah Lipinski-Wasilewski durch und wurde damit für weitere fünf Jahre in seinem Amt bestätigt.

## Verkehr
Rübenach besaß einen Bahnhof an der stillgelegten Bahnstrecke Koblenz-Lützel–Mayen Ost.
Es ist an Stadtbuslinien der Energieversorgung Mittelrhein angeschlossen.

## Sehenswürdigkeiten
- Katholische Pfarrkirche St. Mauritius
- Burghaus der Freiherren von Eltz-Rübenach
- Kriegerdenkmal mit Brunnen in der Aachener Straße

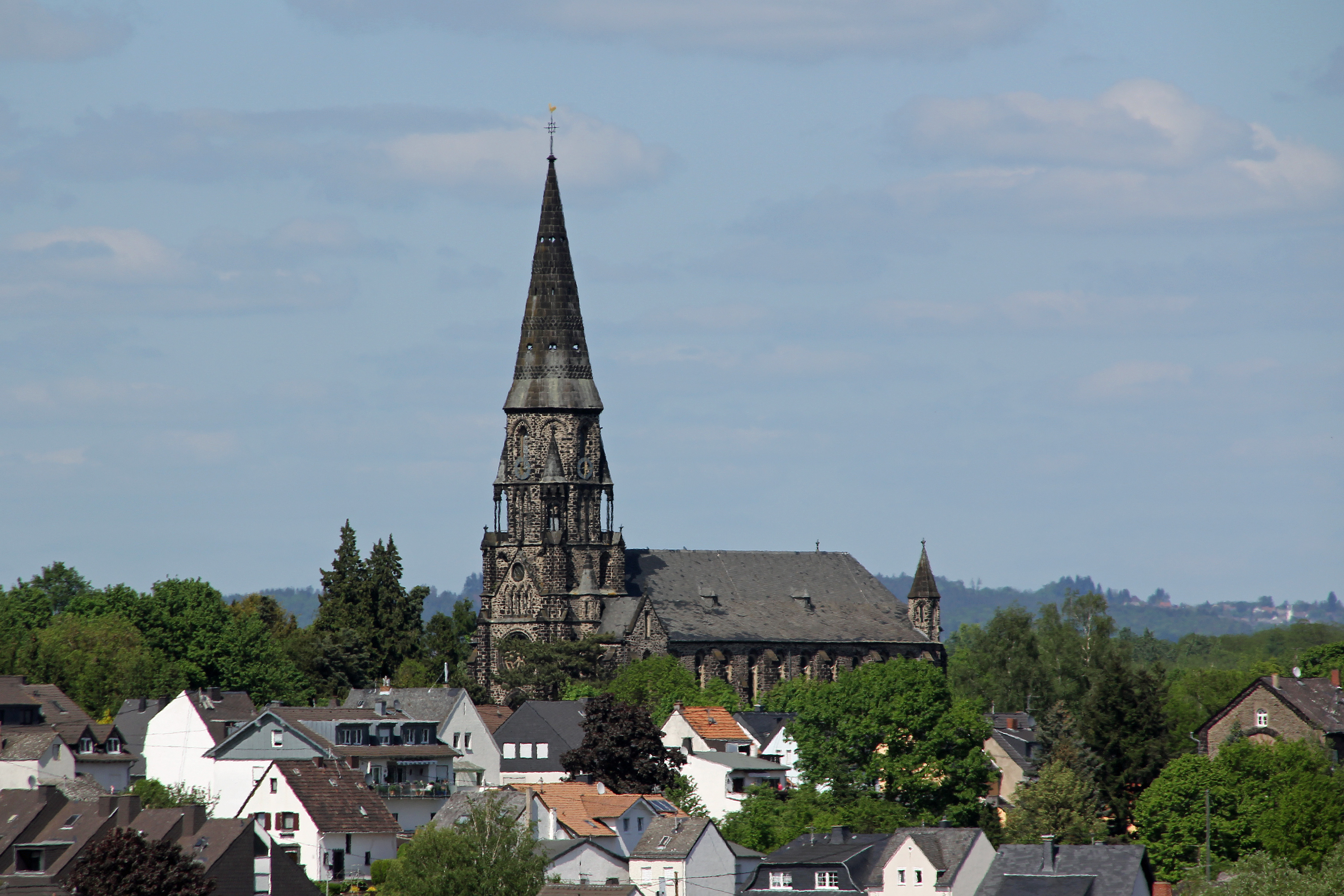
Blick über die Dächer von Rübenach auf die Pfarrkirche St. Mauritius
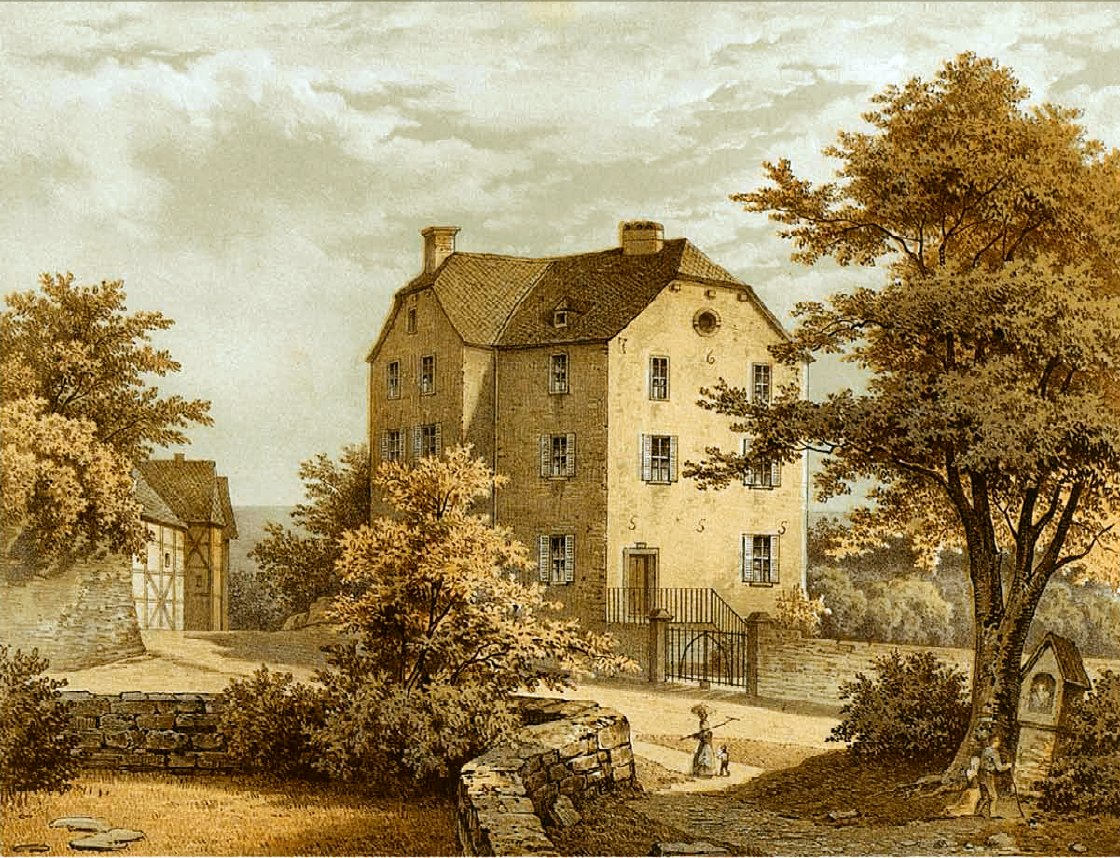
Burg Rübenach in der Sammlung Alexander Duncker
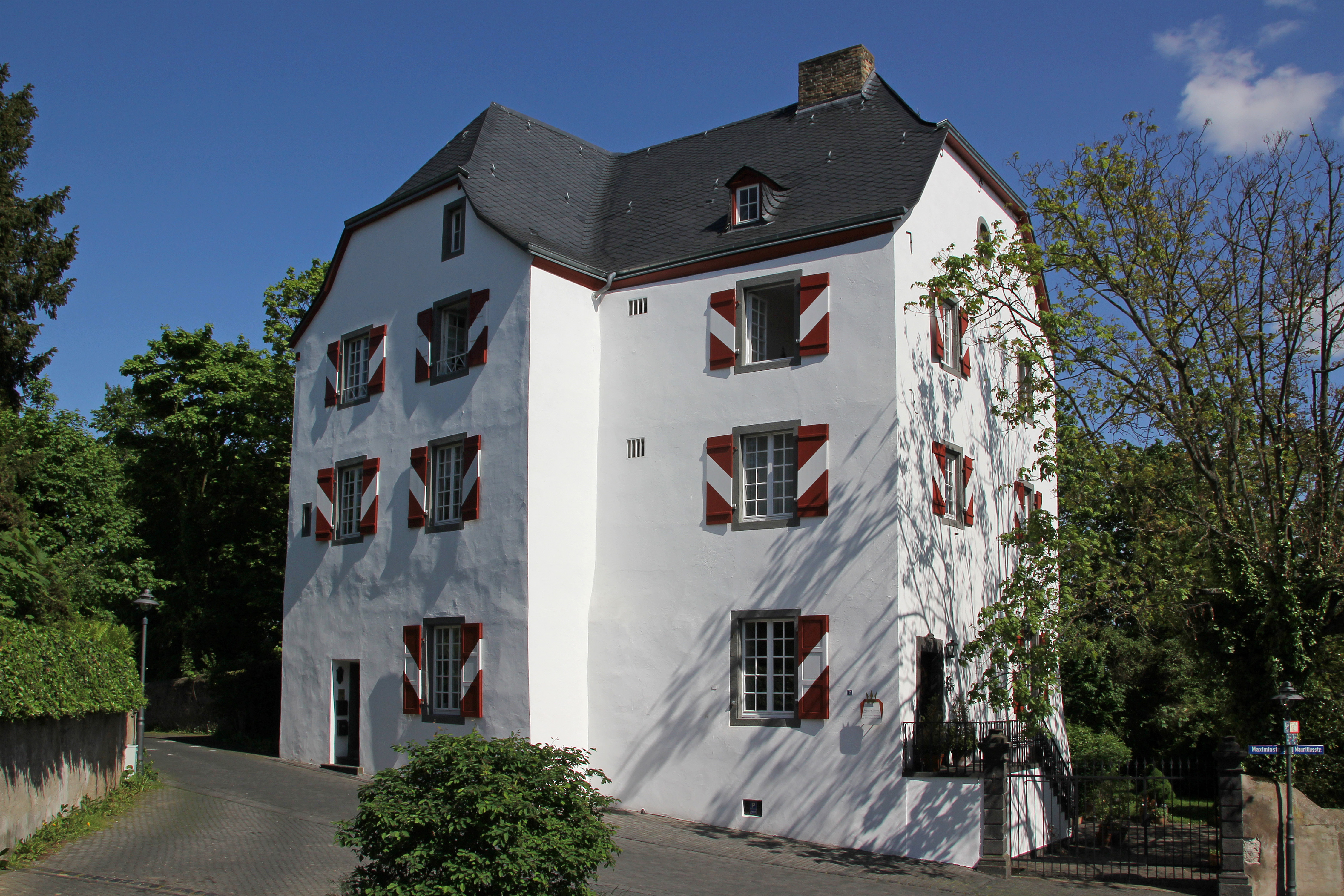
Burghaus der Freiherren von Eltz-Rübenach
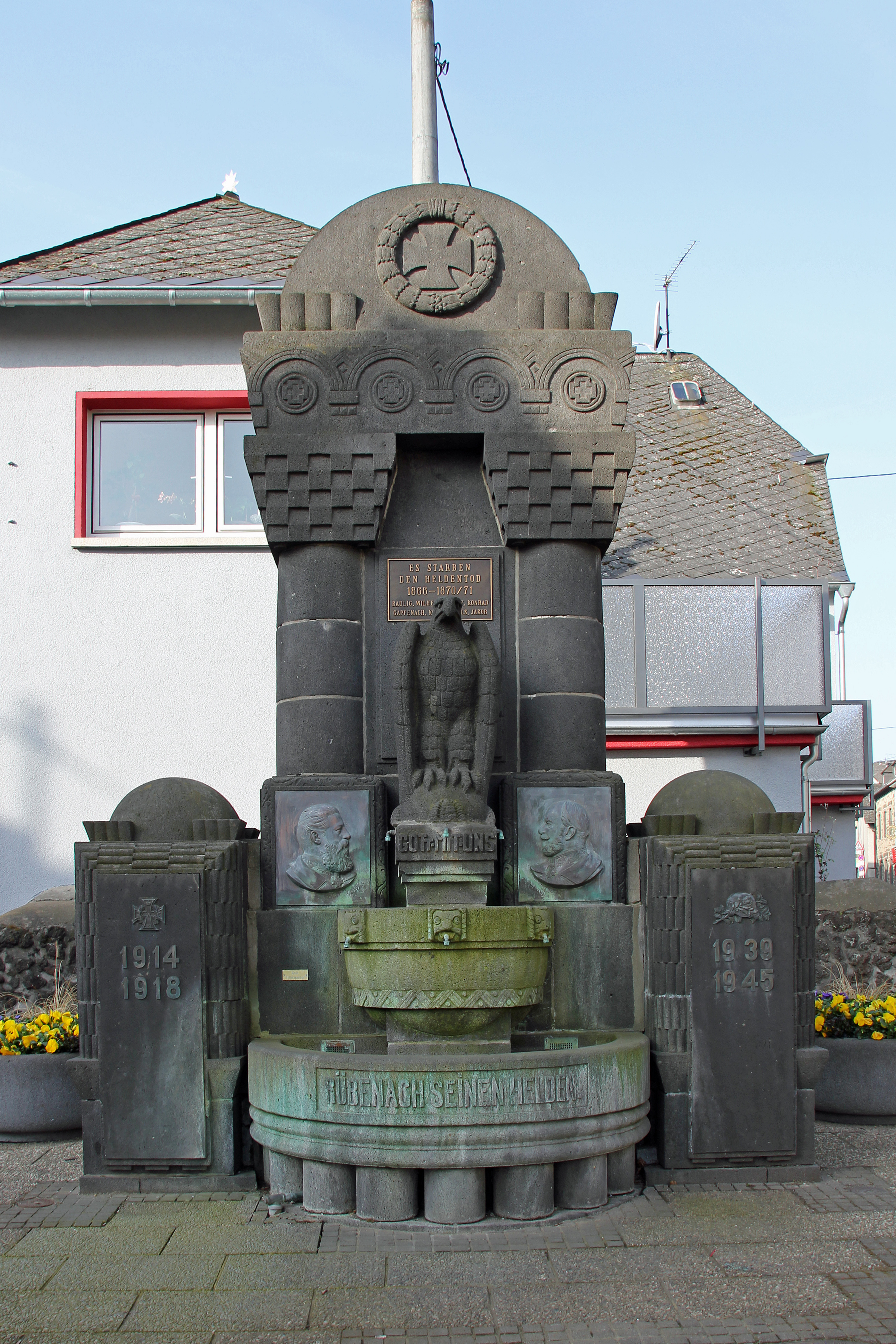
Kriegerdenkmal
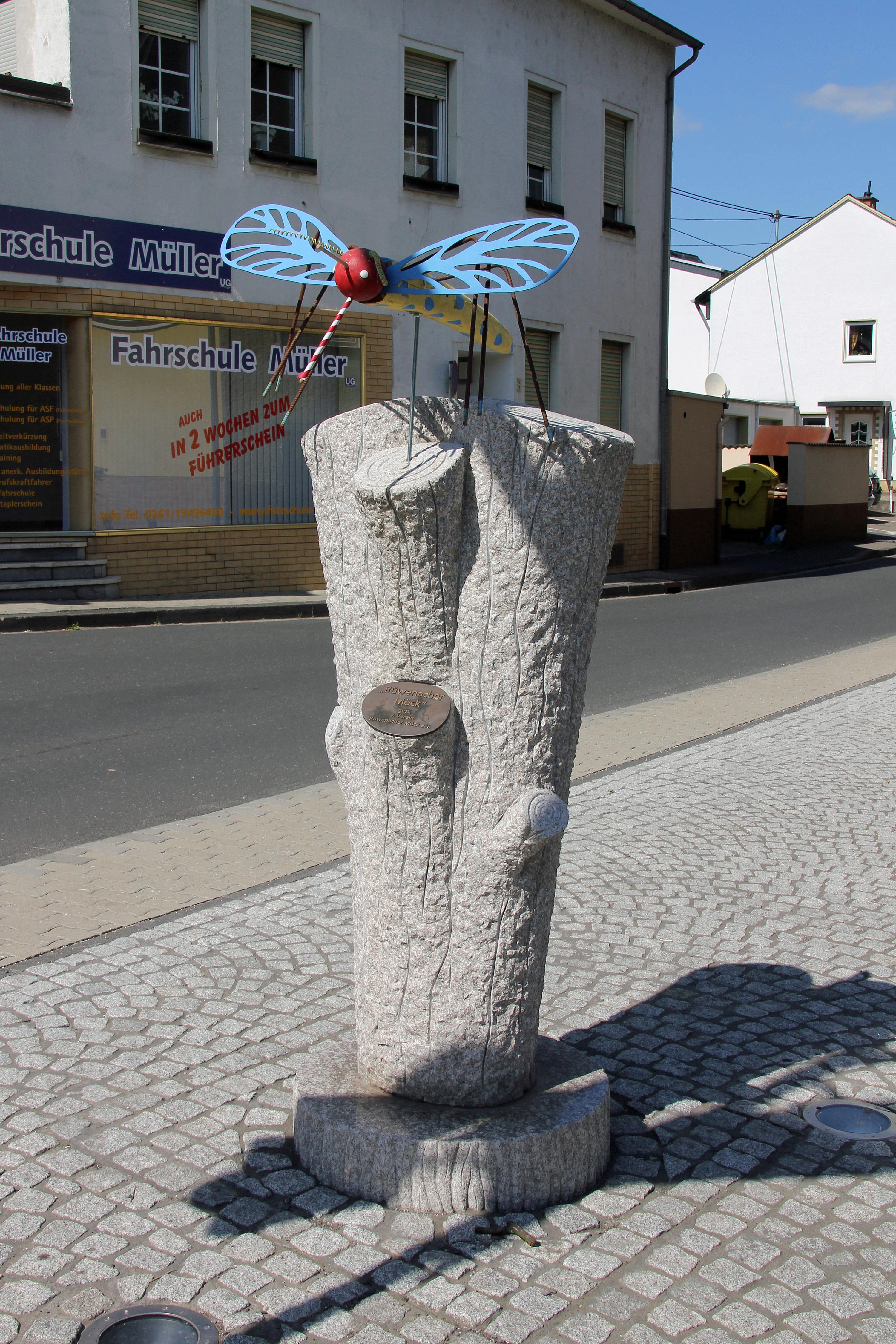
Rüwenacher Möck
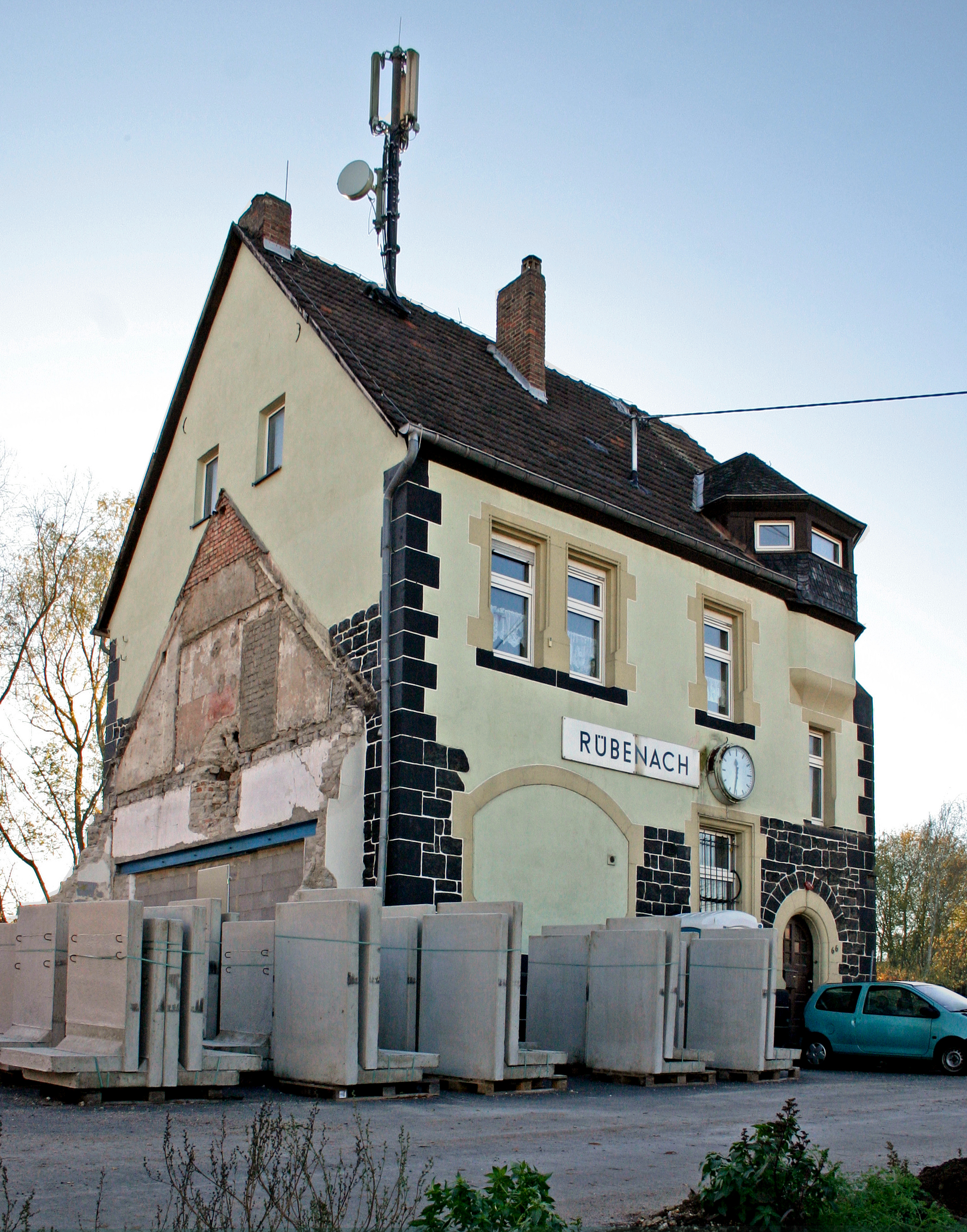
Ehemaliger Bahnhof Koblenz-Rübenach

## Persönlichkeiten
Folgende Persönlichkeiten wurden in Rübenach geboren:
- 1928: Heinz Sondermann, Politiker
- 1930: Heinz Schuster, Theologe und Hochschullehrer
- 1953: Klaus Dicke, Politikwissenschaftler
- 1953: Peter Hidien, ehemaliger Fußball-Bundesligaspieler
- 1975: Michael Reufsteck, Radiomoderator
- 1978: Giorgina Kazungu-Haß, Politikerin
- 1979: Tristan Seith, Schauspieler
- 1979: Victoria Behr, Kostümbildnerin
- 1986: Michael Rünz, Triathlet und Ironman-Sieger